# Leopold Stennett Amery

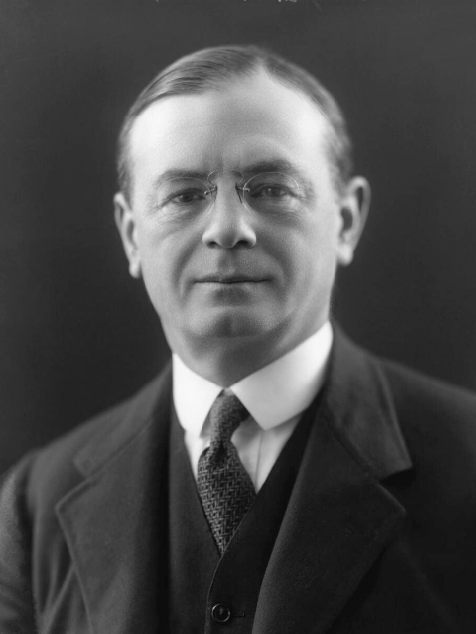
Leopold Amery (1921)

Leopold Charles Maurice Stennett Amery CH, PC (* 22. November 1873 in Gorakhpur, Indien; † 16. September 1955 in London) war ein britischer Politiker (Konservative Partei) und Journalist. In der Regierung Bonar Law (1922–1923) und in der 1. Regierung Baldwin (1923–1924) war er Marineminister, in der 2. Regierung Baldwin (1924–1929) war er Kolonialminister (Secretary of State for the Colonies). 
In der 1. Regierung Churchill (1940–1945) Minister für Indien und Burma (Secretary of State for India and Burma). 

## Leben
Amery wurde als Sohn eines englischen Vaters und einer ungarisch-jüdischen Mutter in Indien geboren. Seine Mutter war die Schwester des bekannten Orientalisten Gottlieb William Leitner. Da der Vater die Familie früh verließ, wurden Amery und sein Bruder alleine von der Mutter aufgezogen.
Trotz der begrenzten finanziellen Mittel seiner Familie war es Amery möglich, die Eliteschule Harrow zu besuchen. Dort gehörte unter anderen Winston Churchill zu seinen Mitschülern. Anschließend studierte er am Balliol College der Universität Oxford Klassische Altertumswissenschaft und wurde schließlich zum Fellow des All Souls College gewählt.
Während des Burenkrieges war Amery Korrespondent bei der Times. 1901 attackierte er in einer Serie von Artikeln die Armeereformen in Südafrika, wobei er im Besonderen General Redvers Buller angriff und so zu dessen Entlassung beitrug.
Nach dem Krieg war er Mitautor und Herausgeber der siebenbändigen Times History of the South African War. Im ersten Jahrzehnt des 20. Jahrhunderts stand Amery den fabianischen Sozialreformern um Sidney und Beatrice Webb nahe.
1911 zog Amery als Mitglied der Liberalen Unionisten, die wenig später mit der Konservativen Partei verschmolzen, für den Wahlkreis Birmingham South ins Unterhaus ein. Während des Ersten Weltkrieges fungierte er unter anderem als Geheimdienstoffizier im Balkan, danach war er in der 1916 gebildeten Regierung Lloyd George als Unterstaatssekretär für die Kolonien tätig. Gemeinsam mit Außenminister Arthur Balfour formulierte Amery die sogenannte Balfour-Deklaration von 1917. Daneben war er mitverantwortlich für die Formierung der Jüdischen Legion, die als Teil der britischen Armee im Nahen Osten kämpfte.
Bei der Wahl 1918 wurde Amery erneut ins Unterhaus gewählt, diesmal für den Wahlkreis Birmingham Sparkbrook. Von 1922 bis 1924 fungierte er als Erster Lord der Admiralität in den Regierungen Bonar Law und Baldwin I. Von 1924 bis 1929 amtierte er in der zweiten Regierung Baldwin als Kolonialminister.
In den Koalitionsregierungen der 1930er Jahre war Amery nicht mehr vertreten, er behielt jedoch seinen Sitz im britischen Unterhaus bei. Dort tat er sich insbesondere als einer der energischsten Befürworter einer umfangreichen Aufrüstung der britischen Streitkräfte hervor.
In den Parlamentsdebatten nach der verheerenden britischen Niederlage in Norwegen im Jahr 1940 (Unternehmen Weserübung) stellte sich Amery in einer berühmt gewordenen Rede gegen den amtierenden Premierminister seiner eigenen Partei, Neville Chamberlain. In Anlehnung an ein Zitat des britischen Lordprotektors der 1650er-Jahre, Oliver Cromwell, rief Amery dem Premierminister folgende Worte zu: „Sie haben hier zu lange gesessen, als dass es durch irgendeine Ihrer Taten zu rechtfertigen wäre. Hinfort, sage ich, und lassen Sie uns mit Ihnen fertig sein. Im Namen Gottes, gehen Sie!“ (You have sat too long here for any good you have been doing. Depart, I say, and let us have done with you. In the name of God, go!). Diese Ansprache wurde wiederum durch spätere britische Parlamentarier rezipiert. David Davis richtete Cromwells und Amerys Worte im Januar 2022 an den britischen Premierminister Boris Johnson.
In der Kriegsregierung Churchill fungierte er im Zweiten Weltkrieg als Minister für Indien und Burma, ohne allerdings dem engeren Kabinett anzugehören.

## Beziehungen zu prominenten Zeitgenossen
Amerys Beziehung zu Winston Churchill war ambivalent: Obwohl die Lebenswege beider Männer über einen Zeitraum von 70 Jahren in enger Nähe zueinander verliefen, war das Verhältnis beider zueinander eher distanziert. Beide besuchten gemeinsam Harrow, nahmen zur gleichen Zeit als Kriegsberichterstatter am Burenkrieg teil, saßen über 40 Jahre gemeinsam im Unterhaus und über 30 Jahre zu verschiedenen Zeitpunkten gemeinsam in der Regierung. 
Als 1943 in Bengalen, einem Teil von Britisch-Indien, Millionen Menschen verhungerten, schrieb Amery in sein Tagebuch: 
„Winston may be right in saying that the starvation of anyhow under-fed Bengalis is less serious than sturdy Greeks, but he makes no sufficient allowance for the sense of Empire responsibility in this country“.
Dem US-Präsidenten Franklin D. Roosevelt und seinem Außenminister Cordell Hull brachte Amery großes Misstrauen entgegen, da diese den Empire Free Trade, d. h. die gegenseitige Begünstigung der Mitgliedstaaten des Empires, eines von Amerys politischen Hauptanliegen, in ihren Handelsbeziehungen bekämpften und insbesondere Kanada auf ihre Seite zu bringen versuchten.
Sein Sohn John Amery wurde am 19. Dezember 1945 als Hochverräter gehängt; er hatte das in deutschen Diensten stehende Britische Freikorps gegründet. Julian Amery folgte seinem Vater als konservativer Politiker.